# Zegakron
Zegakron und die nach ihm benannte Ideologie des Zegakronismus (englisch Tseghakronism, armenisch Ցեղակրոնություն translit. Tseghakronutyun) ist der Name einer nationalistischen politischen Bewegung für die Erneuerung der spirituellen und kulturellen Identität der Armenier. „Zegakron“ heißt wörtlich Träger der Rasse, was im spirituellen wie biologischen Sinn gemeint ist und auch im Sinnbild der Bewegung verkörpert wird, dem sowohl christliche als auch faschistische Züge tragenden Adler von Taron. Etwas frei wird Zegakron häufig auch als Rasse-Religion übersetzt.

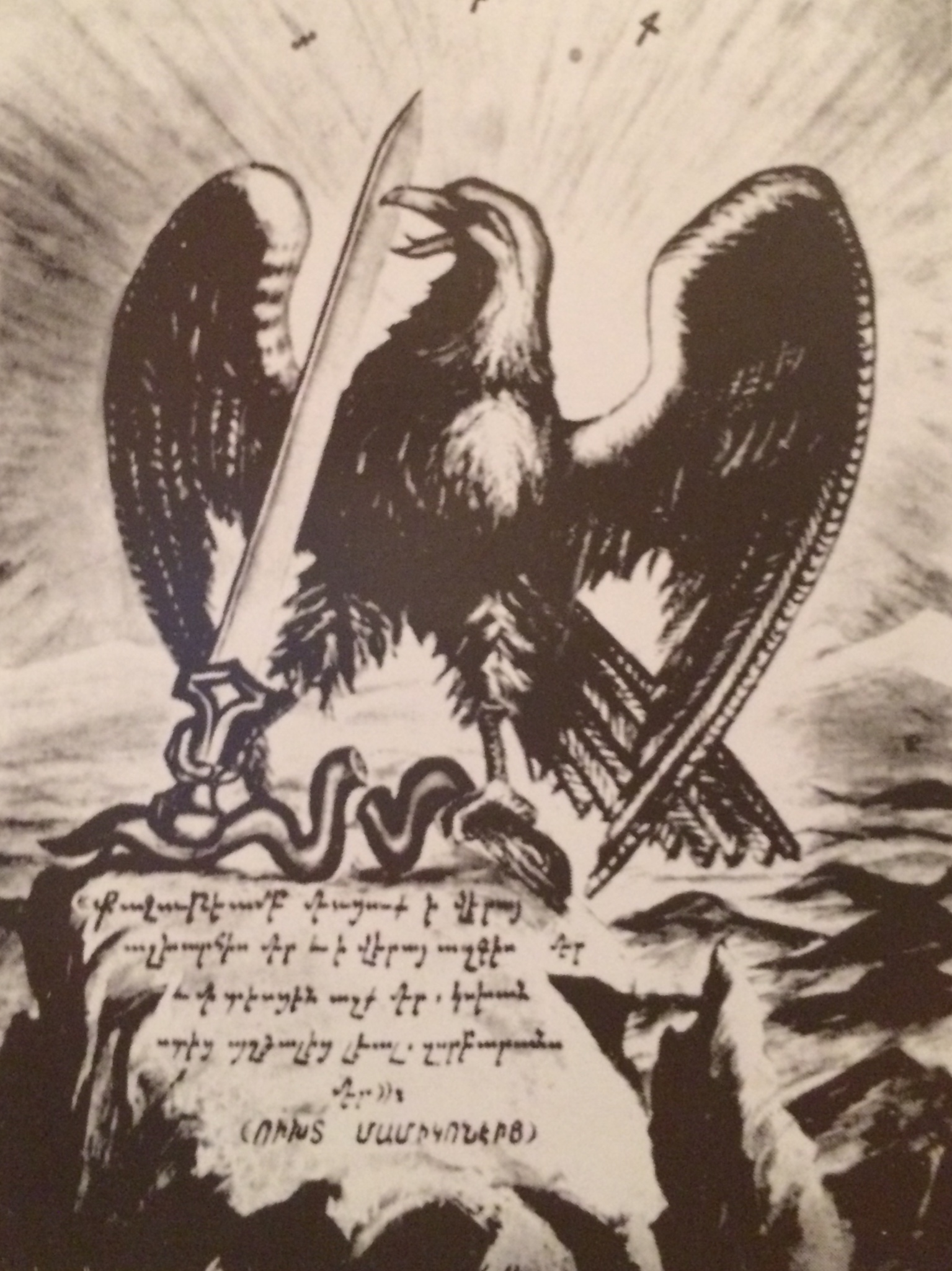
Der sogenannte Taron-Adler als Symbol des Zegakronismus

## Gründung und Bedeutung in den 1930er Jahren

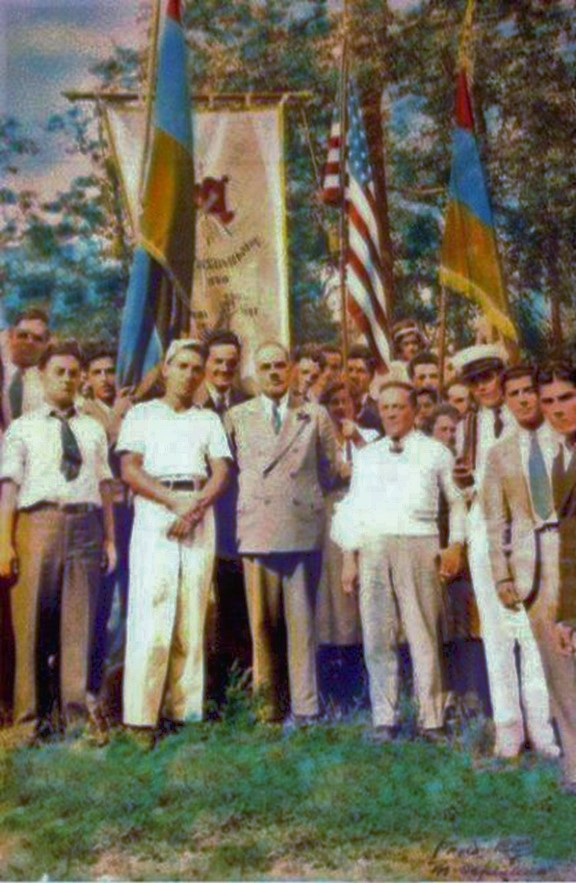
Garegin Nschdeh mit anderen Gründern der ultranationalen Jugendorganisation „Zegakron“, Boston 1933

Die Bewegung wurde 1933 in Boston von dem armenischen Nationalisten Garegin Nschdeh und seinen Genossen Hayk Asatryan und Nerses Astvatsaturyan gegründet. Bei der Konstruktion seiner Ideologie ließ Nschdeh sich von den in den 1930er Jahren vorherrschenden Rassentheorien und faschistischen Programmen inspirieren. Neben der Befreiung Armeniens von der Sowjetherrschaft strebte Nschdeh zusammen mit führenden Köpfen der Daschnaken wie Artasches Abeghjan und Wahan Papasjan (Mitglieder des 1942 in Berlin gegründeten Armenischen Nationalkomitees) danach gegenüber den Nationalsozialisten die Rassenreinheit der Armenier nachzuweisen. Nschdeh und Drastamat Kanajan (General Dro) versuchten bereits in den 1930er Jahren die NSDAP-Funktionäre davon zu überzeugen, dass Armenier Teil der arischen Rasse sind. Der Politologe Volker Jakobi bezeichnete die einschlägigen Ansichten von Nschdeh als extrem faschistisch, was als einer der Gründe für seinen Ausschluss aus der Armenischen Revolutionären Föderation (ARF) galt. Die Organisation wurde in der Folge in „Armenische Jugend-Föderation“ umbenannt. Der britische Journalist und Kaukasusforscher Thomas de Waal ist ebenfalls der Auffassung, Nschdeh hätte mit der Initiierung von Zegakron rein faschistische Zielsetzungen anvisiert.

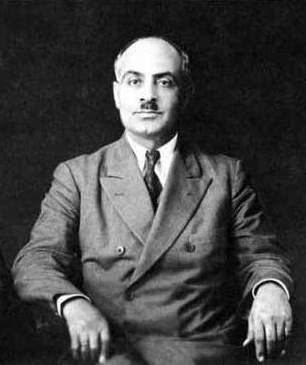
Nschdeh Mitte der 1930er Jahre

Im Kern des von Nschdeh propagierten Zegakronismus stand die „Nation“, ohne die die vollständige Existenz eines Individuums nicht möglich sei. Er teilte Armenier grundsätzlich in drei Gruppen: a) Zechamard (der beste Teil der armenischen Nation); b) Tschochowurd (zögerlicher und unentschlossener Teil); c) Takank (innere Feinde, die sogenannten „antinationalen Teufelskräfte“).

## Fortführung der Ideologie
Mit dem Zegakronismus legte Nschdeh zudem Abramjan zufolge den Grundstein der Theorie des „Armenismus“, dessen Motto lautete: „Armenien nur den Armeniern“. Als organischer Teil und später Fortführung des Zegakronismus gilt die Ideologie des Taronismus (Տարոնականություն). Die nationalistische und konservative Ideologie der Republikanischen Partei Armeniens, welche die Politik Armeniens von 1993 bis 2018 dominierte, gilt als Weiterführung des Taronismus und von der Zegakron-Bewegung stark inspiriert. Dies zeigt sich etwa auch an dem im Mai 2016 im Zentrum der armenischen Hauptstadt Jerewan feierlich enthüllten Denkmal zu Ehren des Gründers des Zegakronismus, Nschdeh. An der Zeremonie nahm unter anderem der Präsident Armeniens, Sersch Sargsjan, teil und würdigte die Verdienste des „großen Staatsmannes“.
Die Glorifizierung von Nschdeh führte zu Verstimmungen zwischen Armenien und Russland. Auf einer Pressekonferenz äußerte sich Marija Sacharowa, Sprecherin des russischen Außenministeriums ihr Unverständnis über diesen Schritt der armenischen Seite: „Jeder kennt unsere Haltung zu den Vorstößen, die darauf abzielen, beliebige Erscheinungsformen von Nazismus, Neonazismus und Extremismus zu verherrlichen.“